# Sport-Club Wacker 04 Reinickendorf 1978-1979
Questa voce raccoglie le informazioni riguardanti il Sport-Club Wacker 04 Reinickendorf nelle competizioni ufficiali della stagione 1978-1979.

## Stagione
Nella stagione 1978-1979 il Wacker 04 Berlino, allenato da Klaus Basikow, concluse il campionato di 2. Bundesliga al 20º posto.

## Rosa
| N. |                     | Ruolo | Calciatore        |
| -- | ------------------- | ----- | ----------------- |
|    | Germania (bandiera) | P     | Manfred Kosmowski |
|    | Germania (bandiera) | P     | Lutz Schultz      |
|    | Germania (bandiera) | D     | Peter Bien        |
|    | Germania (bandiera) | D     | Bernd Fetkenheuer |
|    | Germania (bandiera) | D     | Peter Kronsbein   |
|    | Germania (bandiera) | D     | Ingo Krüger       |
|    | Germania (bandiera) | D     | Eberhard Plehn    |
|    | Germania (bandiera) | D     | Joachim Thiel     |
|    | Germania (bandiera) | C     | Peter Etzdorf     |
|    | Germania (bandiera) | C     | Michael Kuntze    |
|    | Germania (bandiera) | C     | Albert Leder      |
|    | Germania (bandiera) | C     | Manfred Leumann   |

| N. |                     | Ruolo | Calciatore           |
| -- | ------------------- | ----- | -------------------- |
|    | Germania (bandiera) | C     | Rainer Liedtke       |
|    | Germania (bandiera) | C     | Reinhardt Lindner    |
|    | Germania (bandiera) | C     | Hans-Peter Mielke    |
|    | Germania (bandiera) | C     | Michael Müller       |
|    | Haiti (bandiera)    | C     | Serge Racine         |
|    | Germania (bandiera) | C     | Manfred Schwarze     |
|    | Germania (bandiera) | C     | Uwe Wirtz            |
|    | Germania (bandiera) | A     | Uwe Dlugosch         |
|    | Germania (bandiera) | A     | Norbert Klos-Schmidt |
|    | Germania (bandiera) | A     | Uwe Knodel           |
|    | Germania (bandiera) | A     | Thomas Prill         |

## Organigramma societario
Area tecnica
- Allenatore: Klaus Basikow
- Allenatore in seconda:
- Preparatore dei portieri:
- Preparatori atletici:

## Calciomercato

### Sessione estiva
| Acquisti | Acquisti     | Acquisti   | Acquisti |
| R.       | Nome         | da         | Modalità |
| -------- | ------------ | ---------- | -------- |
| C        | Albert Leder | Bayern Hof |          |

| Cessioni | Cessioni | Cessioni | Cessioni |
| R.       | Nome     | a        | Modalità |
| -------- | -------- | -------- | -------- |

### Sessione invernale
| Acquisti | Acquisti | Acquisti | Acquisti |
| R.       | Nome     | da       | Modalità |
| -------- | -------- | -------- | -------- |

| Cessioni | Cessioni | Cessioni | Cessioni |
| R.       | Nome     | a        | Modalità |
| -------- | -------- | -------- | -------- |

## Risultati

### 2. Bundesliga

#### Girone di andata
| Arbitro: | Möller |

|                         |           |            |
| Lindner 22’ Liedtke 71’ | Marcatori | 50’ Schock |

| Arbitro: | Schütte |

|                                          |           |             |
| Jakobs 23’ Loesch 29’ Schultz 59’ (aut.) | Marcatori | 20’ Liedtke |

| Arbitro: | Reichmann |

|                      |           |                                                   |
| Racine 32’ Prill 35’ | Marcatori | 15’, 68’ Beverungen 42’ Rosenfeld 85’ Tune-Hansen |

| Arbitro: | Pauly |

|          |           |  |
| Pape 12’ | Marcatori |  |

| Arbitro: | Mölm |

|  |           |                                                  |
|  | Marcatori | 14’ (rig.) Kosien 38’ Eigenwillig 67’, 77’ Lücke |

| Arbitro: | Fiene |

|                                                |           |                         |
| Jonas 12’, 79’ Hupe 18’ de Vries 26’ Heise 70’ | Marcatori | 76’ Liedtke 82’ Lindner |

| Arbitro: | Heitmann |

|            |           |  |
| Knodel 81’ | Marcatori |  |

| Arbitro: | Gabriel |

|                                          |           |           |
| Clute-Simon 68’, 84’, 90’ Goscianiak 82’ | Marcatori | 16’ Leder |

| Berlino 1º ottobre 1978 9ª giornata | Wacker 04 Berlino | 0 – 0 referto | Hannover 96 | Sportplatz Wackerweg (1 800 spett.)\| Arbitro: \| Wahmann \| |
| Arbitro:                            | Wahmann           |               |             |                                                              |

| Arbitro: | Winkler |

|                                         |           |  |
| Fuchs 40’ Petković 44’ Jürgens 59’, 77’ | Marcatori |  |

| Arbitro: | Barnick |

|  |           |           |
|  | Marcatori | 87’ Balke |

| Arbitro: | Heitmann |

|                                              |           |  |
| Funkel 12’ Lurz 46’ Lüttges 76’ Mattsson 85’ | Marcatori |  |

| Arbitro: | Risse |

|              |           |                       |
| Schilling 5’ | Marcatori | 9’ Müller 84’ Liedtke |

| Arbitro: | Lins |

|                                                    |           |                               |
| Knodel 45’ Liedtke 49’, 85’ Fetkenheuer 68’ (rig.) | Marcatori | 48’ (rig.) Kunkel 76’ Reiners |

| Arbitro: | Glasneck |

|                                    |           |  |
| Scheer 8’ Fritsche 22’ Ochmann 62’ | Marcatori |  |

| Arbitro: | Malbranc |

|                         |           |                                 |
| Liedtke 17’ Lindner 60’ | Marcatori | 63’ (rig.) Schuster 75’ Mödrath |

| Arbitro: | Schön |

|                                      |           |             |
| Bruckmann 7’ Gniech 35’ Gelsdorf 43’ | Marcatori | 62’ Liedtke |

| Arbitro: | Kopka |

|  |           |                        |
|  | Marcatori | 58’ Schmotz 86’ Wallek |

| Arbitro: | Filipiak |

|                                 |           |  |
| Wendlandt 9’ Jochimiak 82’, 84’ | Marcatori |  |

#### Girone di ritorno
| Arbitro: | Niemann |

|              |           |  |
| Nordmann 12’ | Marcatori |  |

| Arbitro: | Osmers |

|                        |           |  |
| Fetkenheuer 82’ (rig.) | Marcatori |  |

| Arbitro: | Roth |

|                                                        |           |            |
| Feilzer 12’ Gerwalt 59’ Demuth 66’, 68’ Milardovic 77’ | Marcatori | 85’ Müller |

| Arbitro: | Zittrich |

|              |           |  |
| Schwarze 90’ | Marcatori |  |

| Arbitro: | Redelfs |

|                                      |           |                       |
| Eigenwillig 53’, 83’ Mauthe 57’, 87’ | Marcatori | 30’ Liedtke 48’ Leder |

| Arbitro: | Horeis |

|  |           |          |
|  | Marcatori | 74’ Lenz |

| Arbitro: | Filipiak |

|                                       |           |                         |
| Meininger 3’ Mill 13’ Bönighausen 27’ | Marcatori | 50’ Lindner 74’ Liedtke |

| Arbitro: | Glasneck |

|                                    |           |                       |
| Lindner 14’ Fetkenheuer 24’ (rig.) | Marcatori | 90’ (rig.) Offermanns |

| Arbitro: | Waltert |

|                                |           |            |
| Grässle 6’ Schatzschneider 84’ | Marcatori | 69’ Racine |

| Arbitro: | Wahmann |

|           |           |          |
| Leder 38’ | Marcatori | 63’ Gede |

| Arbitro: | Risse |

|                     |           |  |
| Stradt 9’, 36’, 85’ | Marcatori |  |

| Arbitro: | Horstmann |

|  |           |                                                                            |
|  | Marcatori | 15’, 27’, 63’ Mostert 22’ Raschid 52’ Lüttges 71’ Funkel 75’ (aut.) Kuntze |

| Arbitro: | Redelfs |

|                         |           |                                   |
| Liedtke 18’ (rig.), 56’ | Marcatori | 50’, 60’ Schilling 85’ Hochheimer |

| Bochum 5 maggio 1979 33ª giornata | Wattenscheid 09 | 0 – 0 referto | Wacker 04 Berlino | Lohrheidestadion (1 000 spett.)\| Arbitro: \| Burgers \| |
| Arbitro:                          | Burgers         |               |                   |                                                          |

| Arbitro: | Kindervater |

|  |           |                          |
|  | Marcatori | 21’, 57’, 84’ Beverungen |

| Arbitro: | Möller |

|                           |           |          |
| Goll 37’ Mödrath 65’, 87’ | Marcatori | 1’ Prill |

| Berlino 20 maggio 1979 36ª giornata | Wacker 04 Berlino | 0 – 0 referto | Bayer Leverkusen | Sportplatz Wackerweg (700 spett.)\| Arbitro: \| Filipiak \| |
| Arbitro:                            | Filipiak          |               |                  |                                                             |

| Arbitro: | Prinz |

|                                 |           |  |
| Rogoznica 27’ Bebensee 58’, 75’ | Marcatori |  |

| Arbitro: | Wichmann |

|              |           |  |
| Schwarze 27’ | Marcatori |  |

## Statistiche

### Statistiche di squadra
| Competizione  | Punti | In casa | In casa | In casa | In casa | In casa | In casa | In trasferta | In trasferta | In trasferta | In trasferta | In trasferta | In trasferta | Totale | Totale | Totale | Totale | Totale | Totale | DR  |
| Competizione  | Punti | G       | V       | N       | P       | Gf      | Gs      | G            | V            | N            | P            | Gf           | Gs           | G      | V      | N      | P      | Gf     | Gs     | DR  |
| ------------- | ----- | ------- | ------- | ------- | ------- | ------- | ------- | ------------ | ------------ | ------------ | ------------ | ------------ | ------------ | ------ | ------ | ------ | ------ | ------ | ------ | --- |
| 2. Bundesliga | 21    | 19      | 7       | 4       | 8       | 19      | 32      | 19           | 1            | 1            | 17           | 14           | 55           | 38     | 8      | 5      | 25     | 33     | 87     | -54 |
| Totale        | 21    | 19      | 7       | 4       | 8       | 19      | 32      | 19           | 1            | 1            | 17           | 14           | 55           | 38     | 8      | 5      | 25     | 33     | 87     | -54 |

### Andamento in campionato
| Giornata  | 1 | 2  | 3  | 4  | 5  | 6  | 7  | 8  | 9  | 10 | 11 | 12 | 13 | 14 | 15 | 16 | 17 | 18 | 19 | 20 | 21 | 22 | 23 | 24 | 25 | 26 | 27 | 28 | 29 | 30 | 31 | 32 | 33 | 34 | 35 | 36 | 37 | 38 |
| --------- | - | -- | -- | -- | -- | -- | -- | -- | -- | -- | -- | -- | -- | -- | -- | -- | -- | -- | -- | -- | -- | -- | -- | -- | -- | -- | -- | -- | -- | -- | -- | -- | -- | -- | -- | -- | -- | -- |
| Luogo     | C | T  | C  | T  | C  | T  | C  | T  | C  | T  | C  | T  | T  | C  | T  | C  | T  | C  | T  | T  | C  | T  | C  | T  | C  | T  | C  | T  | C  | T  | C  | C  | T  | C  | T  | C  | T  | C  |
| Risultato | V | P  | P  | P  | P  | P  | V  | P  | N  | P  | P  | P  | V  | V  | P  | N  | P  | P  | P  | P  | V  | P  | V  | P  | P  | P  | V  | P  | N  | P  | P  | P  | N  | P  | P  | N  | P  | V  |
| Posizione | 8 | 12 | 16 | 18 | 19 | 20 | 19 | 20 | 19 | 20 | 20 | 20 | 19 | 19 | 19 | 19 | 19 | 20 | 20 | 20 | 20 | 20 | 20 | 20 | 20 | 20 | 20 | 20 | 20 | 20 | 20 | 20 | 19 | 20 | 20 | 20 | 20 | 20 |

Legenda:

Luogo: C = Casa; T = Trasferta. Risultato: V = Vittoria; N = Pareggio; P = Sconfitta.

### Statistiche dei giocatori
| P. Bien         | 36 | 0  | 6 | 0 |
| U. Dlugosch     | 2  | 0  | 1 | 0 |
| P. Etzdorf      | 2  | 0  | 0 | 0 |
| B. Fetkenheuer  | 29 | 3  | 3 | 1 |
| N. Klos-Schmidt | 1  | 0  | 0 | 0 |
| U. Knodel       | 36 | 2  | 9 | 0 |
| M. Kosmowski    | 18 | 0  | 1 | 0 |
| P. Kronsbein    | 0  | 0  | 0 | 0 |
| I. Krüger       | 30 | 0  | 2 | 0 |
| M. Kuntze       | 31 | 0  | 2 | 0 |
| A. Leder        | 25 | 3  | 1 | 0 |
| M. Leumann      | 19 | 0  | 1 | 0 |
| R. Liedtke      | 32 | 12 | 2 | 2 |
| R. Lindner      | 30 | 5  | 3 | 0 |
| H. Mielke       | 0  | 0  | 0 | 0 |
| M. Müller       | 26 | 2  | 3 | 0 |
| E. Plehn        | 27 | 0  | 0 | 0 |
| T. Prill        | 33 | 2  | 1 | 0 |
| S. Racine       | 28 | 2  | 8 | 0 |
| L. Schultz      | 22 | 0  | 0 | 0 |
| M. Schwarze     | 22 | 2  | 5 | 0 |
| J. Thiel        | 11 | 0  | 2 | 0 |
| U. Wirtz        | 7  | 0  | 0 | 0 |